# Un cadavre dans la bibliothèque (téléfilm, 2004)
 (novembre 2022).
Si vous disposez d'ouvrages ou d'articles de référence ou si vous connaissez des sites web de qualité traitant du thème abordé ici, merci de compléter l'article en donnant les références utiles à sa vérifiabilité et en les liant à la section « Notes et références ».
Pour les articles homonymes, voir Un cadavre dans la bibliothèque.
Un cadavre dans la bibliothèque ((en) The Body in the Library) est un téléfilm de la deuxième série télévisée britannique Miss Marple, réalisé en 2004 par Andy Wilson, sur un scénario de Kevin Elyot, d'après le roman Un cadavre dans la bibliothèque d'Agatha Christie.
Ce téléfilm, qui constitue le 1er épisode de la série (1er épisode de la 1re saison), a été diffusé pour la première fois au Royaume-Uni le 12 décembre 2004 sur le réseau d'ITV.

## Résumé
Le cadavre d'une jeune femme est retrouvé dans la bibliothèque de Gossington Hall, domicile de l'amie de Jane Marple, Dolly Bantry, et de son mari Arthur. Le constable en chef pompeux Melchett soupçonne un lien avec Basil Blake, un jeune homme arty qui vit localement mais Blake est dédaigneux lorsque Melchett lui rend visite. Puis le surintendant Harper sonne depuis la ville côtière de Danemouth. Ruby Keane, une jeune fille employée comme danseuse à l'hôtel Majestic là-bas, a disparu et sa cousine Josie Turner identifie le cadavre comme étant celui de Ruby. Ruby est en faveur du millionnaire Conway Jefferson, dont le fils et la fille ont été tués lors d'un raid aérien en temps de guerre, et il veut l'adopter. Son gendre Mark Gaskell et sa belle-fille Adélaïde réagissent différemment à la nouvelle. Miss Marple est convaincue que la solution au meurtre de Ruby peut être trouvée à l'hôtel et elle et Dolly réservent une suite pour enquêter.

## Fiche technique
- Titre français  : Un cadavre dans la bibliothèque
- Titre original  : (en) The Body in the Library
- Réalisation : Andy Wilson
- Scénario : Kevin Elyot
- Décors : Miranda Cull
- Costumes : Sheena Napier
- Photographie : Cinders Forshaw
- Montage : Matthew Tabern
- Musique : Dominik Scherrer
- Casting : Susie Parriss
- Production : Matthew Read
- Sociétés de production : Granada, WGBH Boston et Agatha Christie Ltd.
- Durée : 93 minutes
- Pays d'origine :  Royaume-Uni
- Langue originale : Anglais
- Genre : Policier
- Ordre dans la série : 1er épisode (1er épisode de la saison 1)
- Première diffusion : 
  -  Royaume-Uni : 12 décembre 2004, sur le réseau d'ITV
  -  États-Unis : 12 décembre 2004
  -  Australie : 13 mars 2005

## Distribution
- Geraldine McEwan (VF : Lily Baron) : Miss Jane Marple
- Ian Richardson : Conway Jefferson
- Tara Fitzgerald : Adélaïde Jefferson
- Jamie Theakston : Mark Gaskell
- Giles Oldershaw : Edwards
- Florence Hoath : Pamela Reeves
- Joanna Lumley (VF : Évelyn Séléna) : Dolly Bantry
- James Fox : colonel Arthur Bantry
- Simon Callow : colonel Melchett
- Ben Miller : Basil Blake
- Emma Cooke : Dinah Lee
- Robin Soans : Dr Haydock
- Bruce Mackinnon : Scamper
- Jack Davenport : surintendant Harper
- Mary Stockley : Josie Turner
- Emma Williams : Ruby Keene
- Adam Garcia : Raymond Starr
- David Walliams : George Bartlett
- Richard Durden : M. Prestcott
- Steven Williams : Peter Carmody
- Tina Martin : femme d'âge moyen
- Zoe Thorne : Florence
- Anna Rawlins : Béatrice
- Abigail Neale-Wilson : Jessie
- Greg Bennett : agent de police (non crédité)
- Laurence Richardson : invité de l'hôtel (non crédité)
- Miles Richardson : Frank Jefferson (non crédité)
- Marc Warren : capitaine Ainsworth

## Commentaires

### Autre adaptations télévisuelles ou cinématographiques du roman original
- Ce téléfilm ne doit pas être confondu avec Un cadavre dans la bibliothèque,  un autre film policier issu d'une autre série britannique intitulée elle aussi Miss Marple, mais initialement diffusé en 1984 sur la BBC, avec l'actrice Joan Hickson dans le rôle de la vieille dame de St. Mary Mead.
- En 2011, la série française Les Petits Meurtres d'Agatha Christie a adapté le roman en téléfilm. Son nom est Un cadavre sur l'oreiller.

### Différence entre cet épisode de la série et le roman original
- Le complice et amant de Josie est la belle-fille de Jefferson, Adélaïde, et non son gendre Mark Gaskell comme dans le roman.
- La date est changée après la Seconde Guerre mondiale, avec deux changements liés :
  - La femme et les enfants de Conway ont été tués par une frappe V-2, pas dans un accident d'avion (cela est montré dans une scène de prologue).
  - Mark, Frank et le père de Peter, Mike, étaient tous des pilotes de la RAF pendant la guerre.

- Les personnages de Clithering, Edwards et McLean sont omis.
- Conway voit l'instantané de Blake qui tombe du sac à main de Ruby.
- La drogue de la première victime est révélée plus tard.
- L'explication de Miss Marple sur le crime vient avant le piège pour attraper les tueurs, plutôt qu'après.